# 谢尔盖·梅杜诺夫
谢尔盖·费奥多罗维奇·梅杜诺夫（俄语：Серге́й Фёдорович Медуно́в，1915年10月4日—1999年9月26日），苏联党和国家官员，曾任克拉斯诺达尔边疆区委员会第一书记（1973—1982年）。他曾获得“社会主义劳动英雄”称号，并曾参与苏德战争。安德罗波夫时期，查出徇私舞弊、滥用职权，被免除职务任苏联果蔬业部副部长，后退休。

## 生平
1915年9月21日（公历10月4日），梅杜诺夫出生在一位铁路电报员的家庭里。他父亲的同事正是尤里·安德罗波夫的父母。
1931年，他毕业于基兹利亚尔农业师范技术学校，此后在学校任教，还担任过基兹利亚尔区的指导员兼教研员。
1939年，他应征入伍加入红军，先后毕业于为期一年的空军领航员学校和政工干部培训班。苏德战争期间，他从头到尾参加了全部战事。自1942年起加入联共（布）。
自1947年起，他在克里米亚从事党务工作：1947—1949年任比洛希尔斯克区党委书记（主管干部工作），1949—1951年任旧克里木市委第一书记，1951年任克里米亚州党委行政部门主任，1951—1959年担任雅尔塔市委第一书记兼克里米亚州执行委员会第一副主席。1957年，他通过函授毕业于苏共中央高级党校。
1959—1969年，他任索契市委第一书记。1969—1973年，任克拉斯诺达尔边疆区执行委员会主席。
1973—1982年，他任克拉斯诺达尔边疆区党委第一书记。1976—1983年，任苏共中央委员。他是勃列日涅夫的朋友。
据伊万·波洛兹科夫回忆，1978年主管农村事务的党中央书记费奥多尔·库拉科夫去世后，“曾考虑让梅杜诺夫接任这一职位，但他拒绝了。”
1982—1983年间，在时任总书记安德罗波夫开展的党务机关清洗中，他被免去边疆区党委第一书记职务，随后又被撤出苏共中央委员名单（当时对他这个级别的官员来说极为致命的理由是：“因工作中犯下的错误”）。此前，他因“索契-克拉斯诺达尔案”被指控腐败，但这些指控后来被撤销。根据接替他出任克拉斯诺达尔边疆区党委第一书记的维塔利·沃罗特尼科夫的回忆：“梅杜诺夫终于意识到，自己不能再留在那里了。领导干部中，甚至党内骨干中都存在受贿和腐败现象。在索契、格连吉克、克拉斯诺达尔，共有152人被捕，99人接受调查。”
1982—1985年，他任苏联果蔬业部副部长。
自1985年起，他退休，定居莫斯科。
人们常把谢尔盖·梅杜诺夫的名字与库班地区体育队伍水平的迅速提升联系在一起，其中包括足球俱乐部“库班”、排球俱乐部“迪纳摩”、篮球俱乐部“斯特罗伊捷利”和手球队SKIF。
他于1999年9月26日逝世，葬于莫斯科沃斯特里亚科沃公墓，长眠于妻子和小儿子身旁。

## 荣誉
- 社会主义劳动英雄（1973年12月7日，苏联最高苏维埃主席团颁布命令，表彰谢尔盖·费奥多罗维奇·梅杜诺夫在全联盟社会主义竞赛中取得的巨大成绩，以及在完成增加粮食和其他农产品产量并交售国家的承诺中表现出的劳动英勇，授予其“社会主义劳动英雄”称号，并颁发列宁勋章和金质“镰刀锤子”奖章）。
- 他还曾获三枚列宁勋章（1971年、1975年、1981年）、两枚劳动红旗勋章（1958年、1965年）及多枚奖章。

## 纪念
根据克拉斯诺达尔市杜马2006年9月21日第14号决议，在克拉斯诺达尔恰帕耶夫街81号为谢尔盖·梅杜诺夫设立了一块纪念牌，他在1969—1982年间曾居住于此。